# Буравлёв, Евгений Сергеевич
Евге́ний Серге́евич Буравлёв (27 сентября 1921 — 15 сентября 1974) — русский поэт, прозаик, член Союза писателей РСФСР, член правления Союза писателей Кузбасса.

## Биография
Евгений Сергеевич Буравлёв родился в селе Гридино (ныне — Спас-Деменского района Калужской области) в семье строителей-железнодорожников. После окончания школы на станции Промышленная в Кемеровской области в 1938 году поступил в Иркутское высшее военное авиационное инженерное училище Военно-Воздушных Сил РККА, которое окончил в звании военного техника 2-го ранга.

### Великая Отечественная война
С начала Великой Отечественной войны в боевых действиях в военно-воздушных силах.
Согласно автобиографии Буравлёва, он «трижды (в 1941, 1943 и 1944 годах) был осуждён военным трибуналом к различным срокам отбывания наказания в штрафных батальонах, был разжалован в рядовые и исключён из комсомола». В первых раз, по словам Буравлёва, «в декабре 1941 г. — за попытку самовольного возвращения в свой полк из запасной авиабригады, куда я был командирован для получения новых машин…». Однако штрафных подразделений в декабре 1941 года в составе действующей Рабоче-крестьянской Красной армии официально ещё не существовало, они начали формироваться только через полгода, в соответствии с Приказом № 227, с конца июля 1942 года. Поэтому срок первого наказания Буравлёв отбывал, видимо, в обычной роте не штрафного, а обычного батальона 328-й стрелковой дивизии.
В 1941 году командовал ротой при наступлении 31-й гвардейской стрелковой дивизии в составе 10-й армии Западного фронта.
В августе 1943 года за получение денег по почтовому переводу, принадлежавшему однокурснику по Академии ВВС им. Жуковского, был вновь был осуждён военным трибуналом и отправлен в штрафной батальон. 23 августа 1943 года на Западном фронте штрафник старший лейтенант Евгений Буравлёв был передан из накопительного 16-го отдельного штрафного батальона в боевой 10-й отдельный штрафной батальон. 29 августа 1943 года Буравлёв был возвращён назад в накопительный 16-й отдельный штрафной батальон.
В третий раз был осуждён военным трибуналом и отправлен в штрафной батальон в июле 1944 года за самовольные полёты на транспортном самолёте. 11 июля 1944 года на 3-м Белорусском фронте штрафник старший техник-лейтенант Евгений Буравлёв выбыл из накопительного 16-го отдельного штрафного батальона и 4 августа 1944 года был передан в боевой 10-й отдельный штрафной батальон, в котором отбывал наказание до 15 августа 1944 года во время прорыва немецкой пограничной обороны на Вержболовском направлении.
Согласно автобиографии Буравлёва, все наказания в штрафных батальонах он отбыл досрочно, за отличие в боях все судимости были сняты. Между отбываниями наказаний служил авиамехаником и авиастрелком. К концу войны проходил службу в 38-м отдельном батальоне ранцевых огнеметов (38 обро) 4-й штурмовой инженерно-саперной бригады (4 шисбр). Имел три тяжёлых ранения и одно лёгкое. В 1945 году награждён орденом Красной Звезды и медалями.

### Послевоенные годы
Согласно автобиографии Буравлёва, он был участником Парада Победы в Москве. Демобилизовался из армии в конце ноября 1945 года.
С января 1946 года работал в полярной авиации в Заполярье. В апреле 1947 года, за драку в ресторане, согласно воспоминаниям Буравлёва, он был осуждён к пяти годам лишения свободы и трём годам поражения прав за незаконное хранение трофейного пистолета и поддельную справку на право его ношения. Наказание отбывал в Красноярской тюрьме, а с июля 1948 года — на севере, на строительстве железной дороги Салехард — Игарка, где в газете «Строитель» в 1950 году начал печатать свои первые стихотворения. 1 мая 1950 года был досрочно освобождён. До 1952 года участвовал в строительстве железной дороги Салехард — Игарка уже в качестве вольнонаёмного. В 1952 году переехал в Кузбасс, в город Междуреченск, и стал работать на строительстве железной дороги Сталинск — Абакан. В 1953 году и последняя судимость с него была снята.

## Творчество
Во время работы Евгения Буравлёва на строительстве железной дороги Салехард — Игарка в 1950 году в газете «Строитель» были опубликованы его первые произведения, а в 1956 году вышел первый поэтический сборник поэта «Кладоискатели».
В 1961 году окончил заочное отделение Литературного института имени А. М. Горького и в том же году стал членом Союза писателей СССР. Был одним из создателей Кемеровского отделения Союза писателей РСФСР, а также с 1962 года по 1972 год являлся первым председателем Кемеровского отделения Союза писателей РСФСР. Совместно с поэтами В. Махаловым и В. Баяновым, а также художником Н. Бурцевым по инициативе Евгения Буравлёва была организована поездка по Кузбассу, о которой вышла серия репортажей в газете «Кузбасс» под названием «Дыхание земли родимой».
Является автором многих лирических произведений и поэм. Начиная с 1950 года, было опубликовано более 50 отдельных произведений и сборников, в том числе:
- Работа. Стихи и поэма. — М.: Советская Россия, 1974. — 141 с.
- Биография начиналась так… : стихи, поэмы, воспоминания о поэте. — Кемерово : Кемеровское изд-во, 1985. — 272 с.
- Шестая гряда. Стихи. Поэмы. — Кемерово : Кемеровское изд-во, 1971. — 284 с.
- Миллион влюбленных: встреча с современником / Евгений Сергеевич Буравлев и Олег Порфирьевич Павловский. — Кемерово : Кемеровское изд-во, 1964. — 239 с.

Также в соавторстве с композитором Мартыновым написал несколько оперетт, в том числе «Жемчужина Кузбасса» и «На крыльях мечты».